# Bois-Guilbert

Bois-Guilbert este o comună în departamentul Seine-Maritime, Franța. În 1 ianuarie 2022 avea o populație de 290 de locuitori.